# Lucie-Marie Kretzschmar
Lucie-Marie Kretzschmar (* 7. August 2000 in Magdeburg) ist eine deutsche Handballspielerin, die als Spielführerin dem Kader der deutschen Beachhandball-Nationalmannschaft angehört.

## Karriere

### Im Verein
Kretzschmar begann das Handballspielen beim HSC 2000 Magdeburg. Später bildete die Jugendabteilung vom HSC 2000 Magdeburg mit weiteren Vereinen die JSG Halle/Magdeburg/Barleben, von der Kretzschmar 2014 zum HC Leipzig wechselte. Mit der B-Jugend vom HCL gewann sie 2017 die deutsche Meisterschaft. Hier wurde sie später schon als B-Jugendliche in der A-Juniorinnen Handball-Bundesliga eingesetzt. Kretzschmar gehörte ab 2017 dem Kader der Leipziger Damenmannschaft an, mit der sie in der 3. Liga spielte. In der A-Jugend-Bundesliga 2018/19 errang die Rückraumspielerin mit dem HCL die Bronzemedaille. In derselben Saison gewann sie mit der Damenmannschaft in der 3. Liga die Meisterschaft der Oststaffel. Ab der Saison 2019/20 lief sie für den Bundesligisten Sport-Union Neckarsulm auf. Am 11. September 2019 erzielte Kretzschmar in ihrem ersten Bundesligaspiel einen Treffer. Seit der Saison 2022/23 läuft Kretzschmar für den Ligakonkurrenten HSG Bensheim/Auerbach auf.
Kretzschmar gewann im Jahr 2021 mit der Beachhandballmannschaft Minga Turtles die deutsche Beachhandballmeisterschaft. Im darauffolgenden Jahr stand sie erneut im Finale der deutschen Meisterschaft, scheiterte jedoch diesmal in einem Randmünchner Duell gegen die Beach Bazis Schleissheim. Kretzschmar wurde als beste Abwehrspielerin der Deutschen Meisterschaft 2022 ausgezeichnet.

### In Auswahlmannschaften

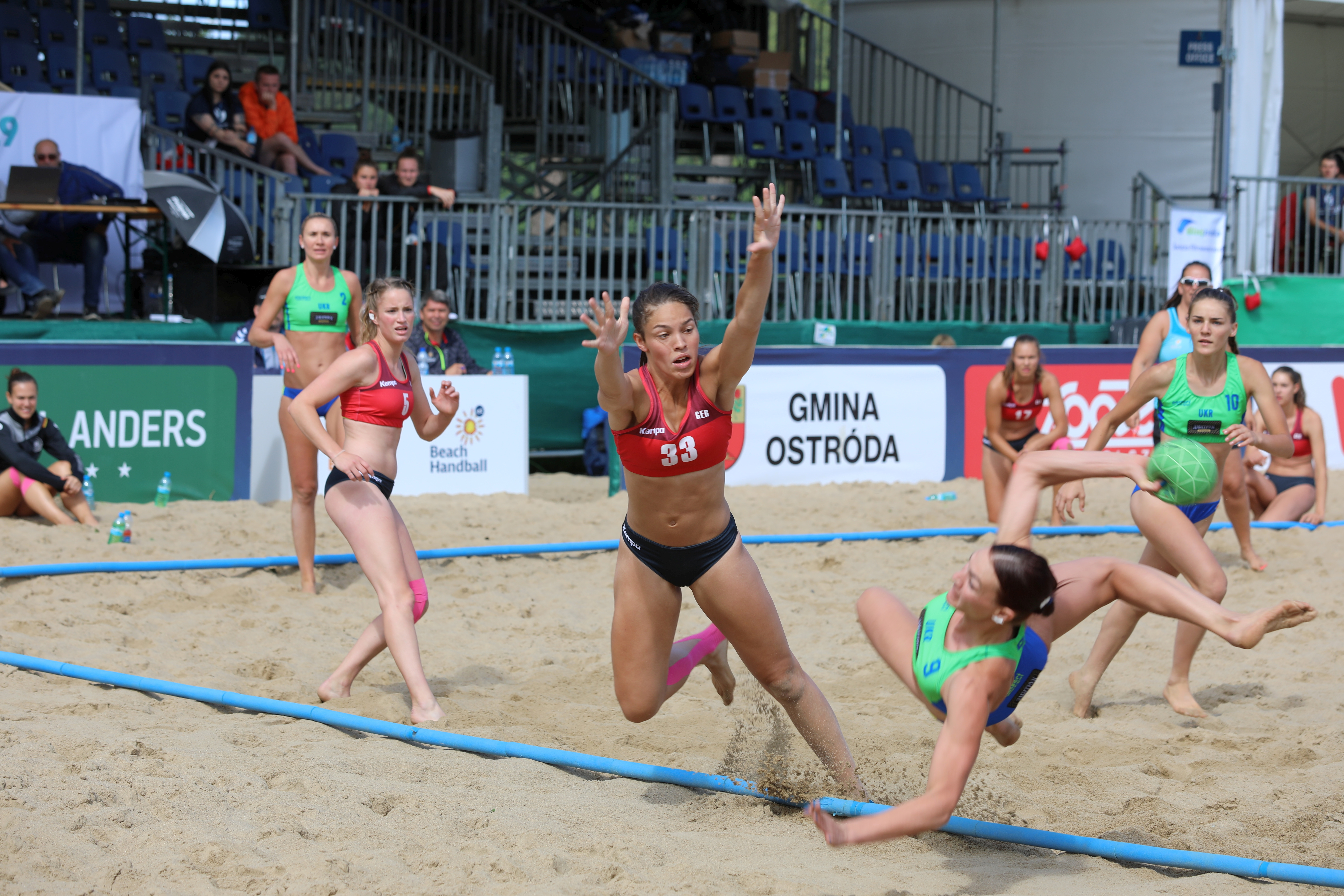
Kretzschmar beim Blockversuch (Beach-EM 2019)

Lucie-Marie Kretzschmar gehörte dem Kader der deutschen Jugendnationalmannschaft an. Zusätzlich spielte sie für die Nachwuchs-Beachhandballnationalmannschaft. Bei der U18-Beachhandball-Europameisterschaft 2018 gewann sie die Bronzemedaille. Mittlerweile läuft Kretzschmar für die deutsche Beachhandballnationalmannschaft auf, mit der sie an der Beachhandball Euro 2019 teilnahm und Zehnte wurde. Bei der Beachhandball Euro 2021 gewann sie mit der deutschen Auswahl unter Trainer und langjährigen Förderer im Beachhandball Alexander Novakovic den EM-Titel. Ein Jahr später gewann sie mit Deutschland die Goldmedaille bei der Beachhandball-Weltmeisterschaft sowie bei den World Games. Sie erhielt dafür das Silberne Lorbeerblatt. 2023 verteidigte sie mit der deutschen Auswahl bei der Europameisterschaft erfolgreich den Titel. Bei der Beachhandball-Weltmeisterschaft 2024 gewann sie zum zweiten Mal die Goldmedaille. Im Rahmen der Veranstaltung wurde Kretzschmar als beste Abwehrspielerin in das All-Star-Team berufen.

## Sonstiges
Ihre Großeltern Waltraud Kretzschmar und Peter Kretzschmar sowie ihr Vater Stefan Kretzschmar waren Handball-Nationalspieler. Ihre Mutter ist die Kubanerin Maria Linares und sie hat einen jüngeren Bruder.